# 火藥桶

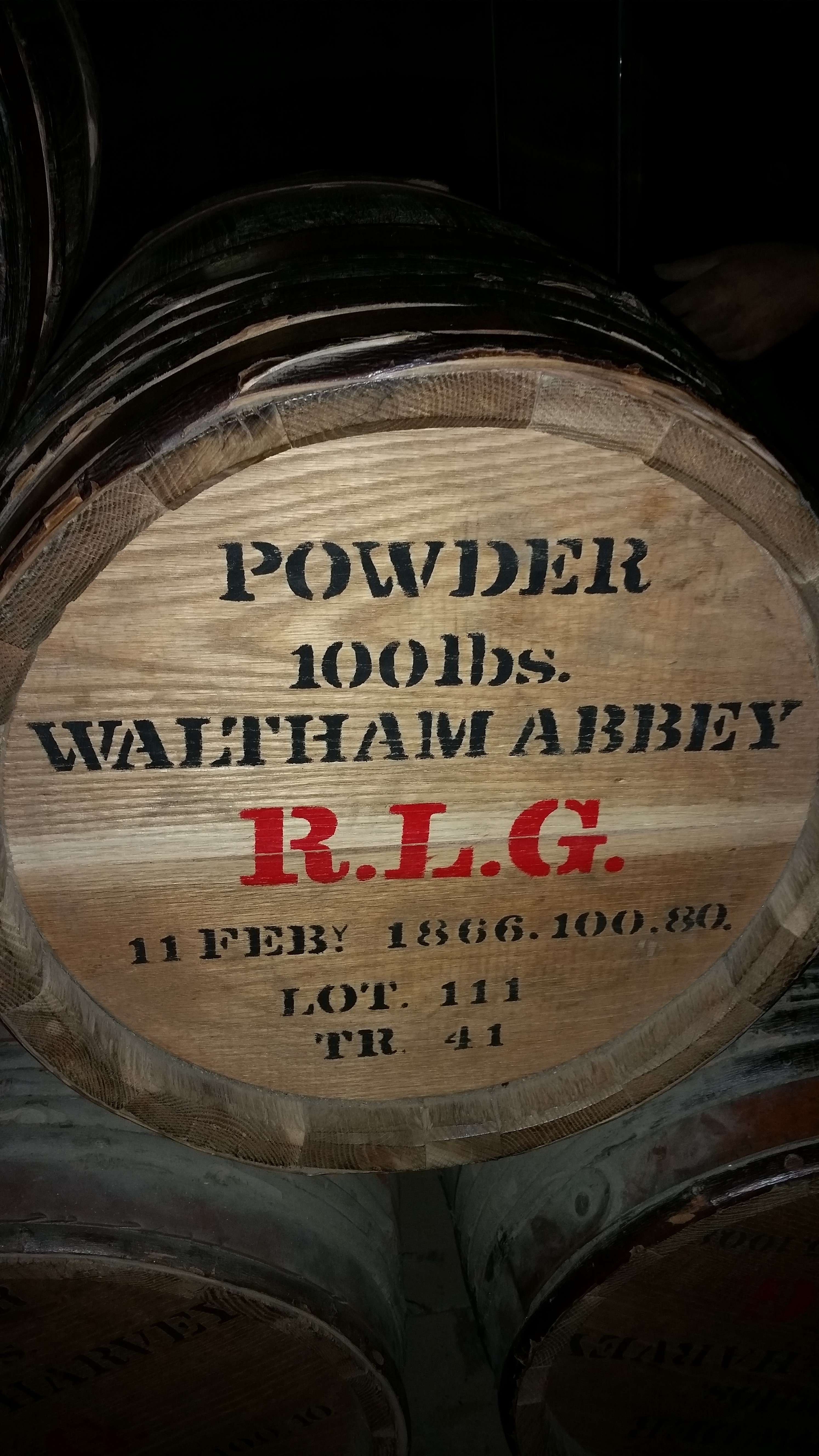
城堡山的一個火药桶

火药桶为一个装有火药的桶。直到19世纪70年代子彈普及前，人們都用火药桶储存和运输黑火药。人們必须小心對待火藥桶，因为火花或其他热源很有可能导致火藥桶緩燃。早期美国的火药桶有8.75英寸、13英寸等高度以及6.5英寸、11英寸等尺寸的直徑。用于采矿或采石的爆破火药桶通常比用于运输和储存火器火药的火藥桶要大。
火药桶也是一个隐喻，指的是容易爆发衝突的地区。某些地区可能看似和平，但實際上非常容易就因為一起小事件就引发大规模衝突，例如巴爾幹火藥桶。